# Sarajevo Indoors
Il Sarajevo Indoors, noto come BH Telecom Indoors per ragioni di sponsorizzazione, è stato un torneo professionistico di tennis giocato sul cemento. Faceva parte dell'ATP Challenger Tour. Si giocava annualmente alla Olympic Hall Zetra di Sarajevo, in Bosnia ed Erzegovina, dal 2003 al 2013.

## Albo d'oro

### Singolare
| Anno | Campione               | Finalista              | Punteggio           |
| ---- | ---------------------- | ---------------------- | ------------------- |
| 2013 | Adrian Mannarino       | Dustin Brown           | 7–6(3), 7–6(2)      |
| 2012 | Jan Hernych            | Jan Mertl              | 6–3, 3–6, 7–6(5)    |
| 2011 | Amer Delić             | Karol Beck             | walkover            |
| 2010 | Édouard Roger-Vasselin | Karol Beck             | 6–3, 1–0 ritiro     |
| 2009 | Ivan Dodig             | Dominik Meffert        | 6–4, 6–3            |
| 2008 | Andreas Beck (2)       | Alexander Peya         | 6–3, 7–6(8)         |
| 2007 | Ernests Gulbis         | Jan Mertl              | 4–6, 6–4, 7–6(2)    |
| 2006 | Andreas Beck (1)       | Andreas Vinciguerra    | 2–6, 7–6(1), 7–6(6) |
| 2005 | Vladimir Volčkov       | Michal Mertiňák        | 7–6(1), 6–3         |
| 2004 | Gilles Elseneer        | Dennis van Scheppingen | 7–6(5), 6–3         |
| 2003 | Richard Gasquet        | Dick Norman            | 6–1, 7–6(7)         |

### Doppio
| Anno | Campioni                             | Finalisti                     | Punteggio              |
| ---- | ------------------------------------ | ----------------------------- | ---------------------- |
| 2013 | Mirza Bašić Tomislav Brkić           | Karol Beck Igor Zelenay       | 6–3, 7–5               |
| 2012 | Dustin Brown Jonathan Marray (2)     | Michal Mertiňák Igor Zelenay  | 7–6(2), 2–6, [11–9]    |
| 2011 | Jamie Delgado Jonathan Marray (1)    | Yves Allegro Andreas Beck     | 7–6(4), 6–2            |
| 2010 | Nicolas Mahut Édouard Roger-Vasselin | Ivan Dodig Lukáš Rosol        | 7–6(6), 6(7)–7, [10–5] |
| 2009 | Konstantin Kravčuk Dawid Olejniczak  | James Auckland Rogier Wassen  | 6–2, 3–6, [10–7]       |
| 2008 | Johan Brunström Frederik Nielsen     | Alexander Peya Lovro Zovko    | 6–4, 7–6(4)            |
| 2007 | Ernests Gulbis Deniss Pavlovs        | Jan Mertl Lukáš Rosol         | 6–4, 6–3               |
| 2006 | Ilia Bozoljac Viktor Troicki         | Alexander Peya Lars Übel      | 6–3, 6–4               |
| 2005 | Michal Mertiňák Serhij Stachovs'kyj  | Lukáš Dlouhý Jan Vacek        | 6(8)–7, 6–2, 6–2       |
| 2004 | Jaroslav Levinský Alexander Waske    | Tuomas Ketola Johan Landsberg | 6–4, 6–1               |
| 2003 | Tomáš Berdych Jaroslav Levinský      | Simon Aspelin Johan Landsberg | 1–6, 7–6(6), 6–4       |